# جوريس هارتمانيس
جوريس هارتمانيس (باللاتفية: Juris Hartmanis)‏ ولد في 5 يوليو 1928 عالم حاسوب، اشتهر في مجال علم الحاسوب بعمله على النظرية الحسابية ونظرية التعقيد الحسابي، فاز بجائزة تورنغ في عام 1993.

## وصلات خارجية
- جوريس هارتمانيس في شجرة علماء الرياضيات